# Buscemi
Buscemi (IPA: /buʃˈʃɛmi/; Buscema e anticamente Buxema /buʃˈʃɛma/ in siciliano) è un comune italiano di 935 abitanti del libero consorzio comunale di Siracusa in Sicilia.

## Geografia fisica
Buscemi si trova 50 chilometri ad Ovest di Siracusa, 45 a Nord di Ragusa e 70 a Sud di Catania. Il paese sorge sul versante meridionale del Monte Vignitti (788 m s.l.m.), situato nella parte centrale dei Monti Iblei, fra il rilievo di contrada Contessa ed il fiume Anapo ed è circondato dai luoghi storici dell'antica Akrai, di Casmene e dalla Necropoli di Pantalica. 
I comuni più vicini da raggiungere sono Buccheri e Palazzolo Acreide che distano entrambi meno di dieci chilometri.
È il tredicesimo comune della provincia per estensione del territorio con 51 km², nonostante il centro abitato si estenda solo per poco più di 1 km². Inoltre, sempre all'interno della provincia di appartenenza, è il comune con la più grande altitudine massima (987 m s.l.m.), il terzo più a ovest in base alla casa comunale (longitudine: 14,8847; preceduto da Buccheri e Francofonte) e il terzo con la maggiore escursione altimetrica (655 m).

## Origini del nome
L'origine del nome odierno viene fatta risalire all'antico arabo قَلْعَة أَبُو شَامَة (Qalʿat ʿAbū Šāma /qal.ʕɑt ʕabu ʃaː.ma/), locuzione così riportata nel 1154 dal geografo hammudita Muhammad al-Idrisi. La traduzione solitamente offerta dell'originale nome arabo è Castello di quel dal neo ovvero Castello dell'uomo con il neo.
Il termine qalʾat (قَلْعَة) significa "castello" o "fortezza", il che denota la rilevante posizione strategica e militare che Buscemi possedeva in passato e che dimostra tutt'oggi per mezzo di un'ottima visuale della valle dell'Anapo e dei territori ragusano e modicano.
Per quanto riguarda ʾabū (أَبُو) si tratta del nominativo di stato costrutto di أَب ʾab 'padre', la cui successiva aferesi della sillaba iniziale è comparabile a quella del maltese bu, elemento che rimanda inequivocabilmente alla ormai estinta lingua siculo-araba che veniva parlata localmente nel periodo che va dal IX al XIV secolo. Questa parola veniva spesso usata in senso figurato per associare una persona a qualche oggetto o attività. Pertanto, piuttosto che letteralmente 'padre', può assumere anche i significati di 'quello con', 'quello che è', 'colui che sempre'.
Šāma (شَامَة) è invece l'oggetto a cui si fa riferimento che significa molto semplicemente "neo". Secondo alcuni studiosi "l'uomo dal neo" sarebbe un riferimento al profeta Maometto.
Nei secoli il nome arabo è stato latinizzato attraverso svariati adattamenti grafici. Ritroviamo infatti i primi toponimi riportati senza l'elemento iniziale che si riferisce al "castello": Abu Xama o Abuxama (/abuˈʃa.ma/), oppure ancora Abisama. 
Le versioni successive tardo latine del periodo normanno riportano Buxemae e Bussemae con il plurale tantum tipico dei nomi di località.
Si giunge così al siciliano arcaico Buxema e a quello attuale di Buscema il cui corrispettivo demonimo dei suoi abitanti è quello di buscimisi. La successiva italianizzazione ha portato ai corrispettivi Buscemi e buscemesi.
Buscemi e Buscema sono inoltre dei cognomi molto diffusi in Sicilia, tra cui sono degni di nota quelli di Steve Buscemi e di Giusy Buscemi.

## Storia
La storia del paese ha origine nell'Età del bronzo, di cui Paolo Orsi individuò alcuni insediamenti.
Sempre l'archeologo di Rovereto rinvenne il sito dell'antica Casmene (Κασμέναι, Kasménai). Fu Tucidide a parlare della fondazione della colonia greca, risalente al 644 a.C.: 
(Tucidide, La guerra del Peloponneso, Libro VI 5)
Si rifà molto probabilmente al periodo bizantino il primo insediamento protourbano del luogo, sullo stesso sito in cui sorge attualmente il centro abitato. Restano di questo periodo la chiesa rupestre di san Pietro e un'ulteriore chiesa rupestre adibita nell'ultimo secolo a frantoio.
Le prime fonti storiche che parlano di una rocca si hanno durante il periodo della dominazione araba. La traccia più significativa fu data dal geografo Idrisi nel suo Libro di Ruggero in cui accenna a un  Forte dedicato a quello con il neo che attesta quindi l'esistenza del castrum già prima del 1154. 
Durante il periodo normanno tale forte venne ricostruito da Riccardo Montalto sui ruderi del fortino musulmano dopo il 1313.
Durante il devastante terremoto del 1693, Buscemi venne rasa completamente al suolo risultando uno dei paesi più colpiti con la scomparsa del 41% degli abitanti. Con la ricostruzione del centro abitato, spostato rispetto al precedente sito, si ha la nascita della Buscemi contemporanea con gli esempi di architettura barocca religiosa e civile.
Alcune famiglie che detennero il possesso di Buscemi furono i Ventimiglia e i Requesens o Requisenz: di questi ultimi restano le rovine del castello all'entrata del paese.

Nel 1777 visitò il paese il pittore e architetto francese Jean Houel, il quale lasciò una precisa descrizione nel suo Voyage: 

### Simboli

Il vecchio stemma

#### Stemma vecchio
Il precedente stemma era costituito da un monte all'italiana di tre colli verde e una mezza luna rossa; lo stesso era poi attraversato da una banda azzurra su fondo argento.

Stemma di Buscemi dal 1985

#### Stemma odierno
Il seguente stemma del comune è stato adottato dal 1985, dopo deliberazione comunale.
Descrizione dello stemma: nel primo, d'argento, al castello di rosso, aperto del campo, murato di nero, fondato sulla partizione; nel secondo, di verde, alla banda diminuita, d'azzurro. Ornamenti esteriori da comune.

### Gonfalone
Blasonatura del gonfalone: drappo partito di bianco e d'azzurro riccamente ornato di ricami d'argento e caricato dello stemma comunale con l'iscrizione centrata in argento: Comune di Buscemi. Le parti di metallo ed i cordoni sono argentati. L'asta verticale è ricoperta di velluto dei colori del drappo, alternati, con bullette argentate poste a spirale. Nella freccia è rappresentato lo stemma del Comune e sul gambo inciso il nome. Cravatta con nastri tricolorati dai colori nazionali frangiati d'argento. Partizione del Campo: troncato. Colori: argento, azzurro, nero, rosso, verde.

## Monumenti e luoghi d'interesse

### Architetture religiose

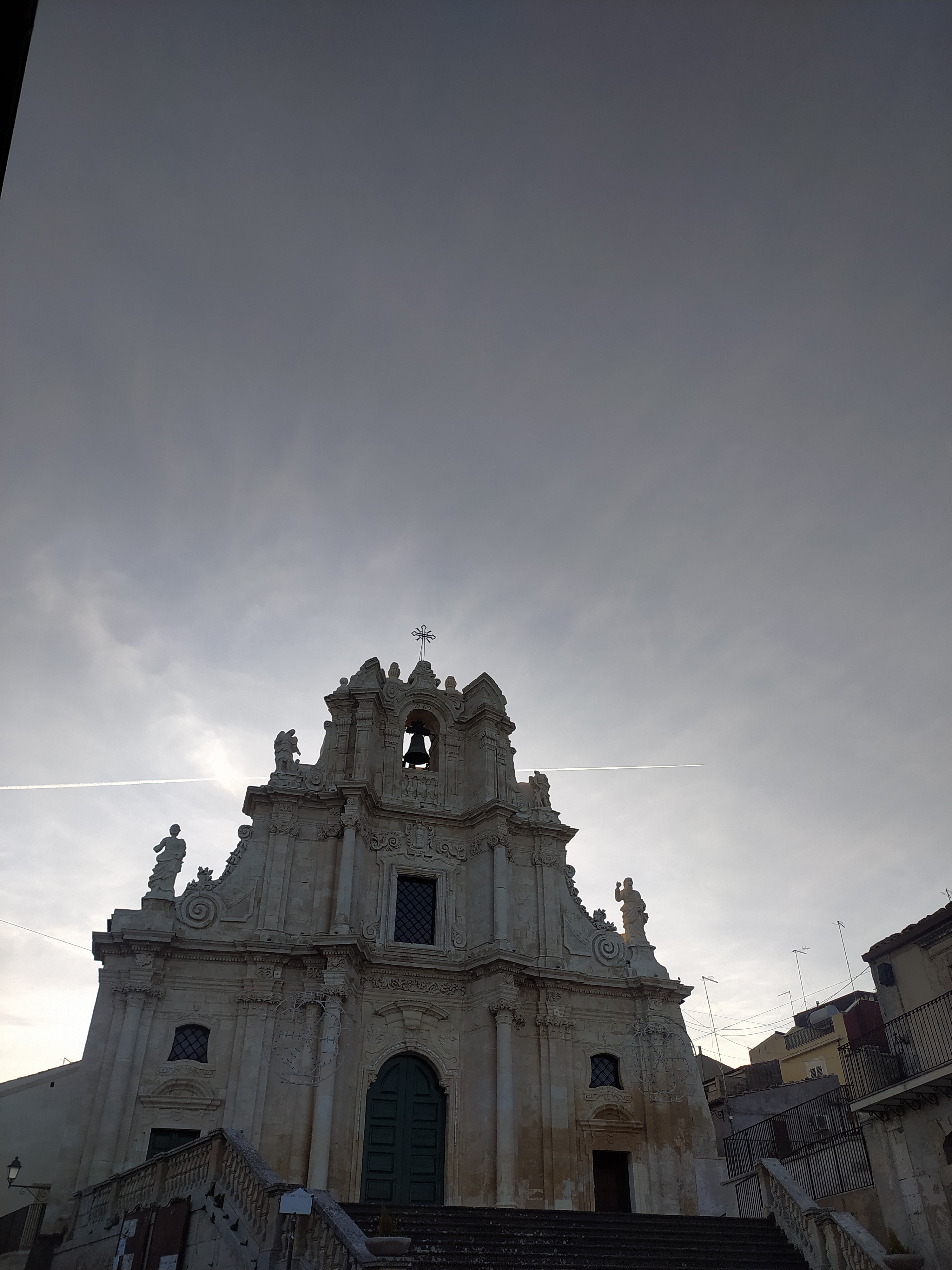
Chiesa Madre di Buscemi

#### Chiesa della Natività di Maria Santissima
La chiesa intitolata alla Natività di Maria SS. è la chiesa madre del paese e sicuramente una fra le più belle e armoniose del territorio ibleo. La progettazione del prospetto a tre ordini, di chiaro stampo barocco, è stata attribuita a Francesco Maria Sortino che la completò nel 1769, come si evince dalla chiave di volta del grande campanile.
Le statue che coronano esternamente il primo ordine (due angeli) e il secondo (a sinistra San Pietro, a destra San Paolo) sono piuttosto rozze e di gusto popolaresco, avvolte da mantelli rigidi e pesanti, caratterizzate da una gestualità bloccata e da un’espressione impacciata. La decorazione floreale sui fregi, sulla zona centrale e sulle volute è di fattura elegante, altrettanto apprezzabili sono gli armoniosi capitelli. L’ampia finestra centrale è sovrastata dal bassorilievo della Madonna in fasce che suggella la dedica della chiesa alla Natività di Maria Santissima.
L’alternanza di colonne rettilinee e circolari, prominenti e incassate, favorisce un mirabile effetto di chiaroscuro. Il portone centrale è caratterizzato da un arco ribassato fiancheggiato da due bassorilievi raffiguranti le teste di un uomo e di una donna, probabilmente i principi Requisenz che patrocinarono la ricostruzione.
L’interno a pianta basilicale, articolato in tre navate delimitate da colonne e paraste in stile corinzio, conserva pregiate opere pittoriche e scultoree che risalgono perlopiù ai secoli XVII e XVIII. È possibile ammirare un antico fonte battesimale datato 1558 e una teca di vetro con all'interno il corpo imbalsamato di San Pio Martire e un’ampolla di vetro contenente il Suo sangue, donato nel 1762 da Clemente XIII per proteggere i buscemesi dai terribili eventi sismici della zona; venne prelevato dalle Catacombe di San Callisto di Roma (in realtà presso la Pontificia Congregazione non c’è alcuna attestazione riguardante questo santo per cui si ritiene probabile che Pio non fosse il vero nome del martire ma un attributo dovuto alla sua santità). Oggi conserva la tela "L'Adorazione dei Magi", opera di Mario Minniti originariamente custodita nella chiesa di San Sebastiano Martire.

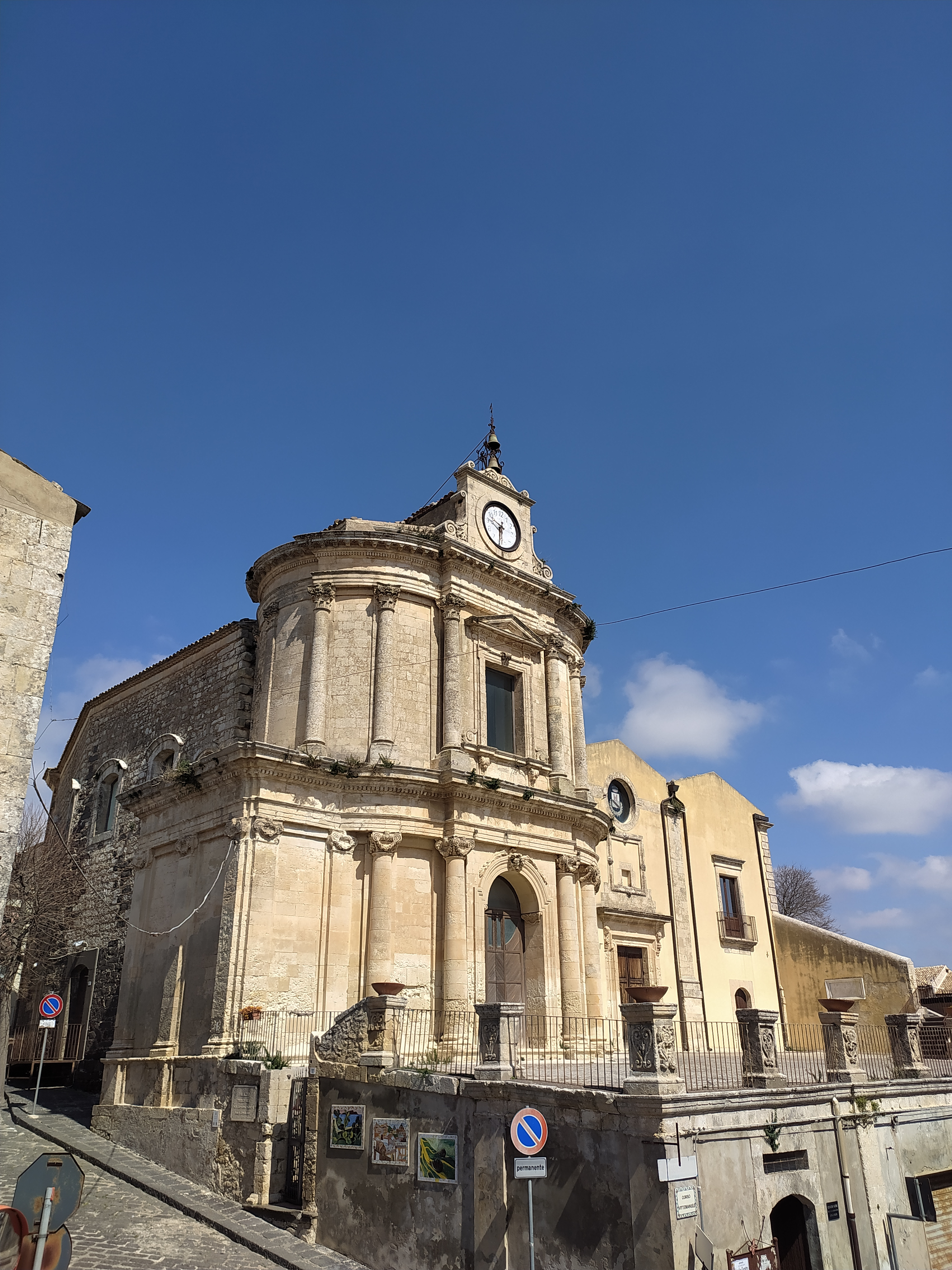
Chiesa di San Giacomo

#### Chiesa di San Giacomo
In alcuni documenti dell’epoca risulta che la chiesa venne edificata nel 1610 ad opera dei capimastri Marco de Farioro e Antonino Calcararo, secondo il progetto di mastro Pietro Costantino.
Ha un’originale facciata convessa di ispirazione neoclassica, ma in essa possiamo trovare una mescolanza di gusto barocco e neoclassico.
Nel secondo ordine trova posto un antico orologio, che da secoli scandisce il tempo con i suoi rintocchi, il quale è stato aggiunto o sostituito in un secondo momento.
L’interno è caratterizzato di un grande ambiente ovoidale e un’abside quadrata, armonizzati da una serie di archi e finestre. la cui pianta è ellittica con atrio ovale e abside rettangolare. nel quale si trova la rappresentazione lapidea dello Spirito Santo, originale titolare della chiesa.
Dopo l'unità d'Italia fu tra i beni ecclesiastici acquisiti al demanio comunale, per questo oggi sconsacrata.
La chiesa è stata restaurata e oggi fa parte del complesso municipale, venendo per tanto utilizzata come sala conferenze, iniziative culturali e mostre ed sede dell’aula consiliare e della biblioteca comunale.

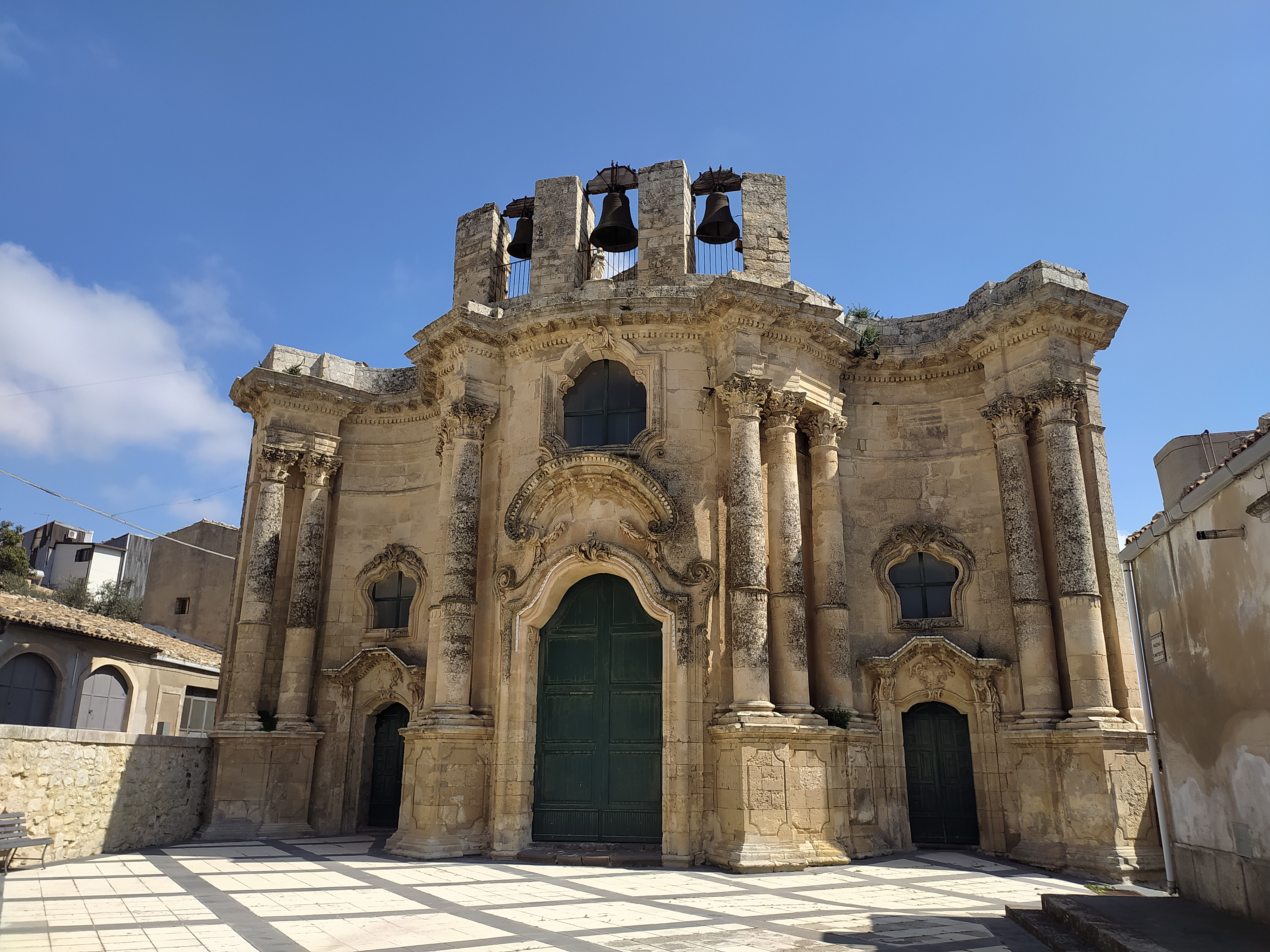
Chiesa di Sant'Antonio da Padova

#### Chiesa di Sant'Antonio da Padova

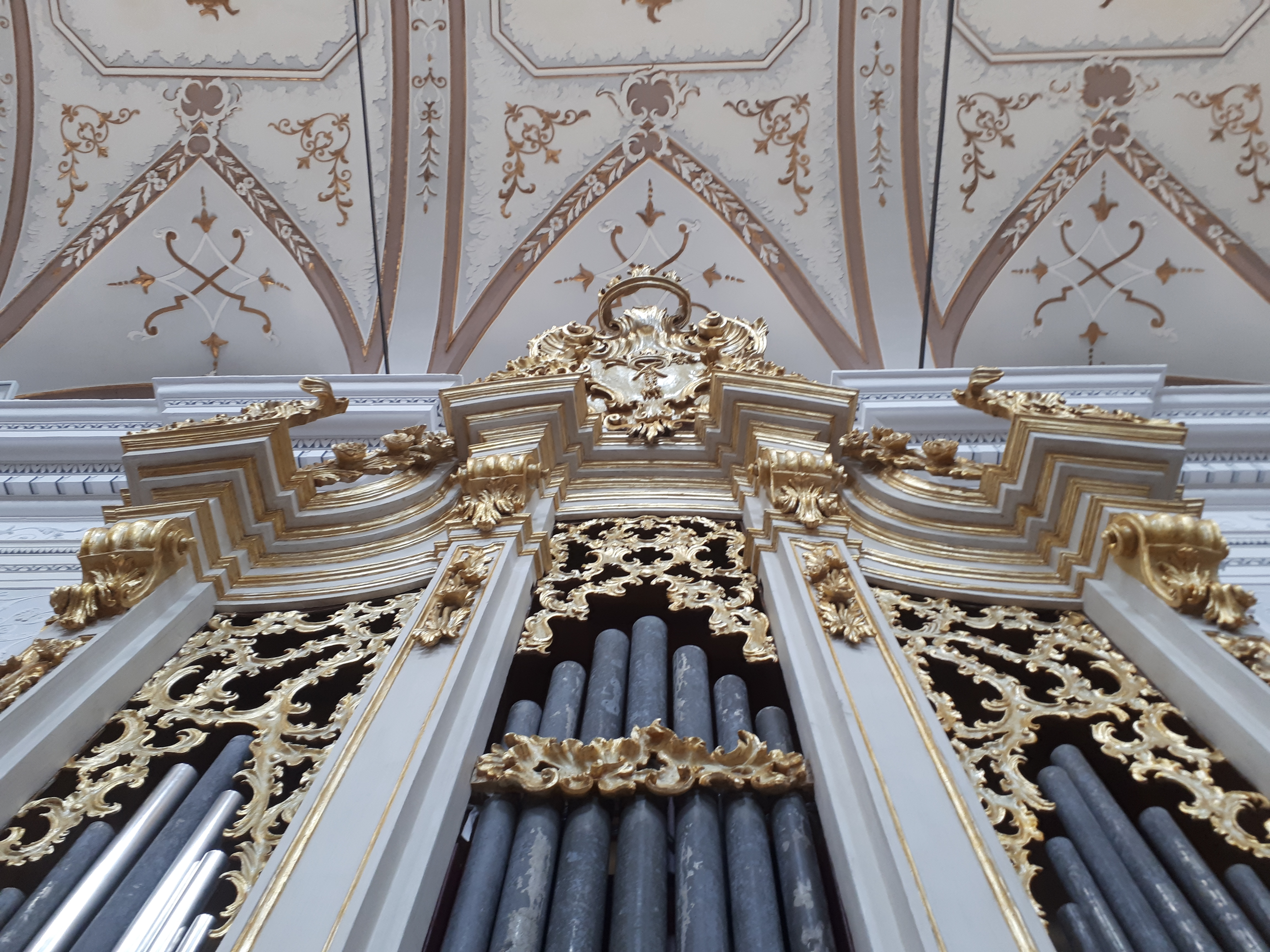
L'organo realizzato da Donato Del Piano

La chiesa di Sant'Antonio di Padova, impropriamente chiamata "Sant'Antonino", ha origini molto antiche, sicuramente prima del 1586 quando venne commissionato un organo a don Stefano Raniolo di Ragusa; venne ricostruita, dopo il catastrofico terremoto del 1693, sempre qui, nello stesso luogo. Ricostruita in stile baroccheggiante sui ruderi del precedente edificio medievale già dal 1708, progettata dall'architetto Nunzio De Caro e portata a compimento dai capomastri Costantino Cultrara da Ragusa e Carmelo Ierna nel 1765. Pare che la facciata dovesse essere a tre ordini, ma ne fu ricostruito solo il primo (per mancanza di soldi).
L'interno presenta splendide decorazioni barocche formate da merlature e ghirlande geometriche scolpite a bassorilievo e decorate con superbi stucchi policromi di scuola serpottiana (dal maestro Serpotta, abile stuccatore del settecento), i quali un tempo rivestiti tutti in oro zecchino. Da ammirare gli altari votivi decorati con ornamenti barocchi (colonne corinzie, timpani merlettati ecc.) recanti importanti opere d'arte del tempo; in uno di essi vi è la statua della "Madonna Addolorata" datata 1732, opera dello scultore catanese Filippo Quattrocchi.
Di particolare interesse è una tela delle dimensioni dell'intera navata centrale, che viene esposta nel periodo pasquale, raffigurante "La Via Crucis", opera del pittore ragusano Pietro Quintavalle della metà del '800; di pregevole fattura anche l'antico organo settecentesco, opera dell'organaro Donato Del Piano, fresco di restauro ed attualmente in funzione, il Putridarium, e alcune tombe di componenti della famiglia Requesenz: questa infatti la chiesa votiva dell'omonima famiglia.

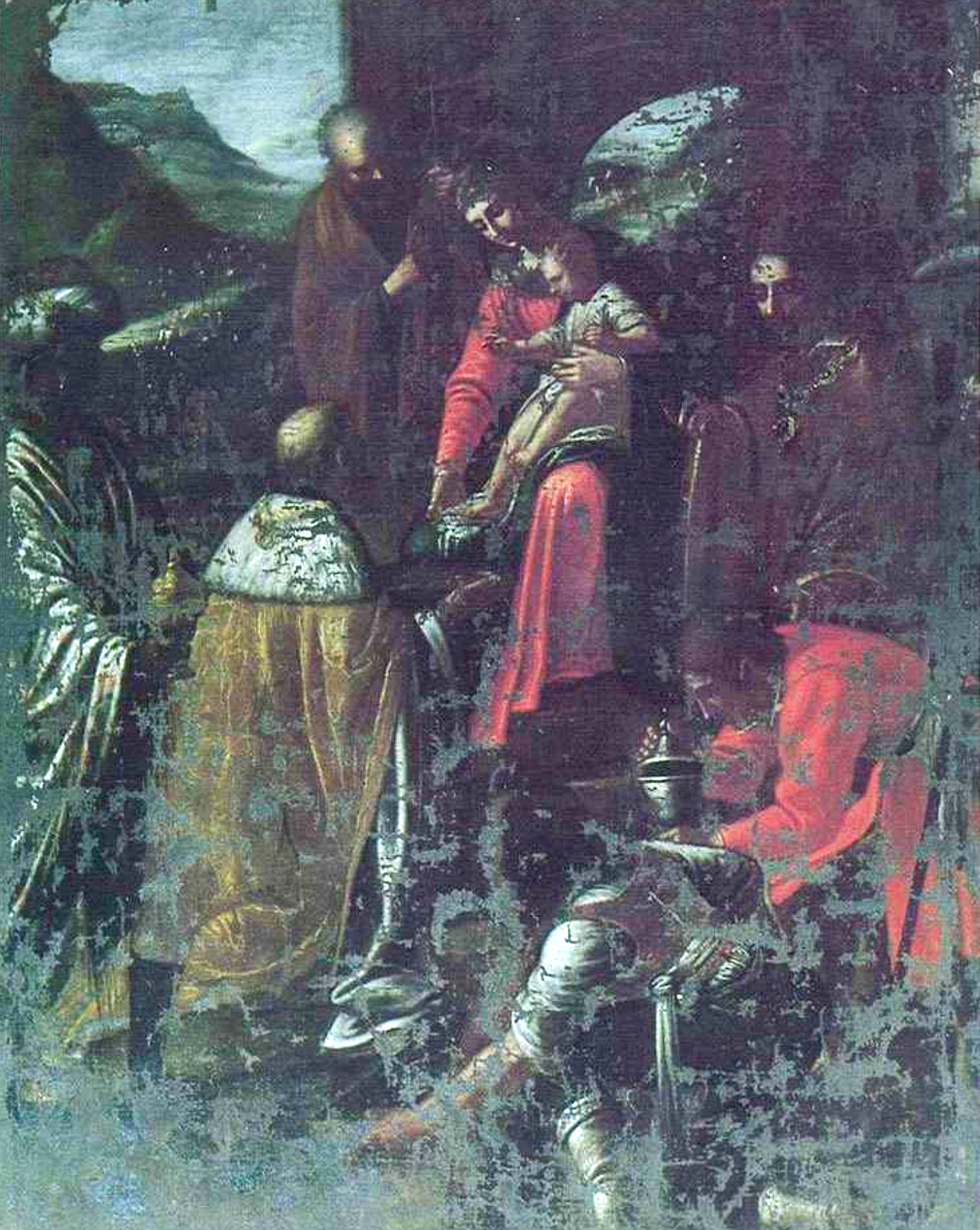
Adorazione dei Magi - Mario Minniti

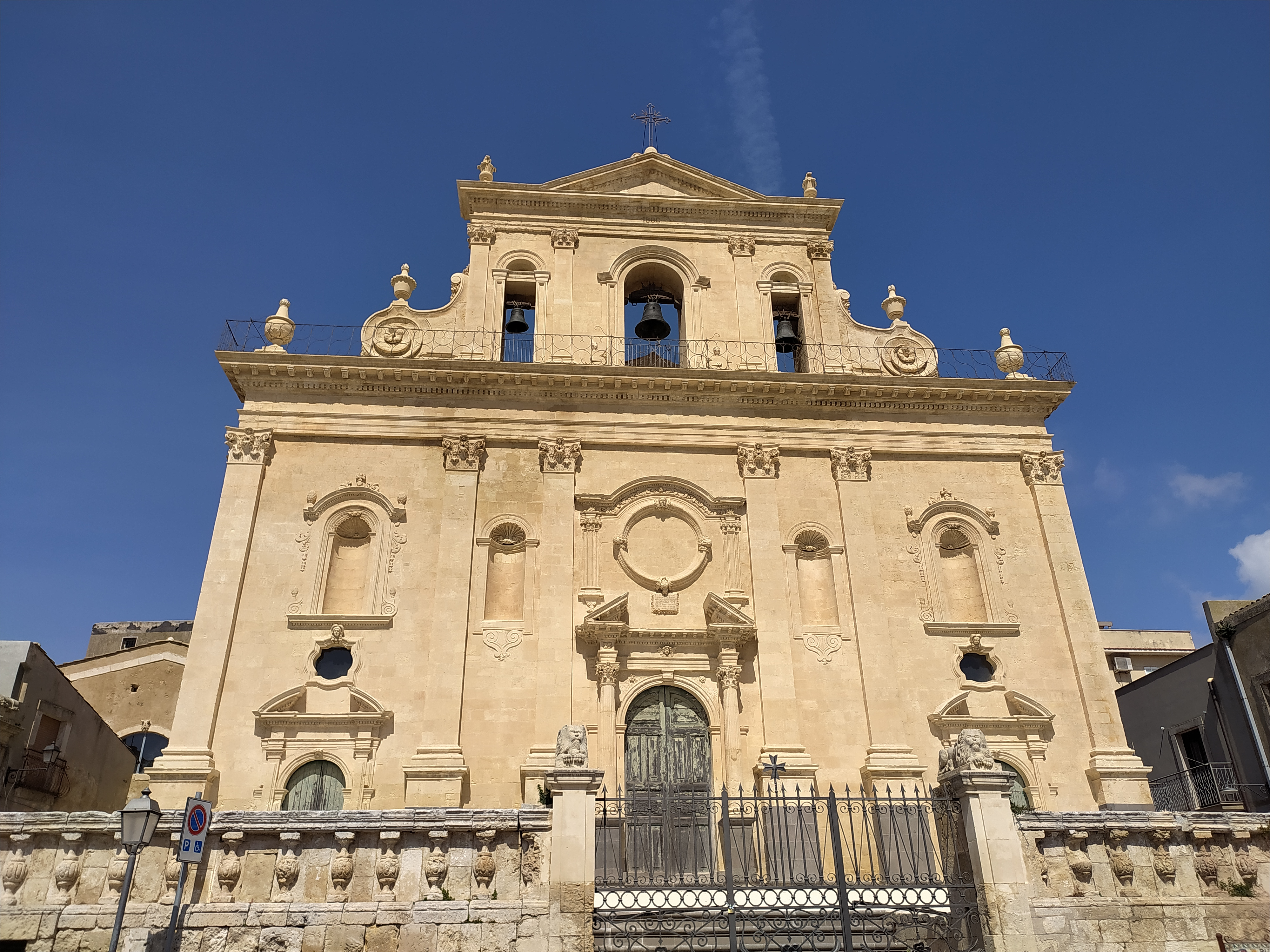
Chiesa di San Sebastiano Martire

#### Chiesa di San Sebastiano Martire
Secondo la voce popolare, la più bella chiesa di Buscemi: era la più ricca di tutte le chiese. Dai racconti degli anziani, era una chiesa frequentata da nobili e aristocratici perlopiù, e anch'essa fu rasa al suolo in seguito al terremoto del 1693 e ricostruita completamente; si ha notizia di un’antica confraternita di San Sebastiano, diretta da un certo don Giovanni Requisenz, che si occupava di amministrare i beni della chiesa e che governò anche la ricostruzione post-terremoto.
Venne ricostruita nello stesso luogo ma per cause sconosciute si ebbe un secondo crollo della facciata; i lavori di ricostruzione ebbero tempi lunghissimi, forse a causa di ridotte disponibilità economiche, per questo completata solo nel 1906. Si trova inserita al centro del paese allineata con la chiesa di San Giacomo e rialzata per ottenere un effetto di slancio. Il terrazzino antestante è chiuso da un cancello in ferro battuto guardato da due leoni in pietra.
Al suo interno si conservavano una statua del Cristo alla Colonna, la statua della Madonna d'Itria (ovvero Odigitria), prima Patrona di Buscemi, un Bambinello di cera (oggi in Chiesa Madre), San Giuseppe (oggi a Sant'Antonio), una tela di lodevole fattura artistica raffigurante "Il Martirio di Sebastiano" di autore ignoto, e la più importante, "L'Adorazione dei Magi", un olio su tela (243cm x 196cm) realizzato tra il 1624 e il 1625 durante il suo periodo siracusano da Mario Minniti, amico, collaboratore, modello (soggetto del famosissimo "Fanciullo con canestro di Frutta") e amante del pittore più discusso di tutti i tempi: Caravaggio. L’opera, salvata dalle macerie del terremoto del 1693, presenta tratti cromatici, gestualità e scorci, rintracciabili in altre opere realizzate con certezza dal pittore caravaggesco. Le due tele si trovano oggi in Chiesa Madre. La chiesa è attualmente in restauro.

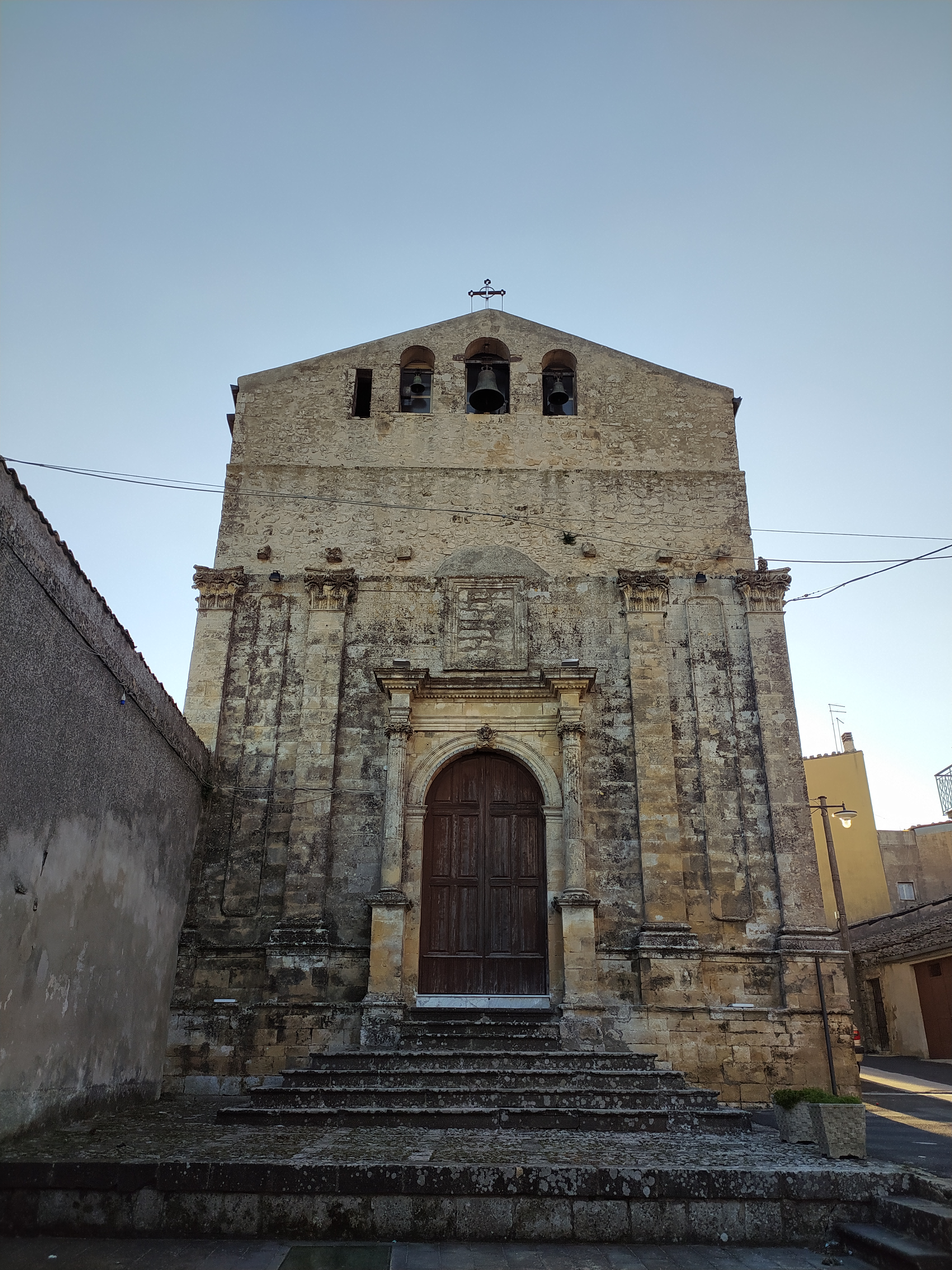
Chiesa del Carmine

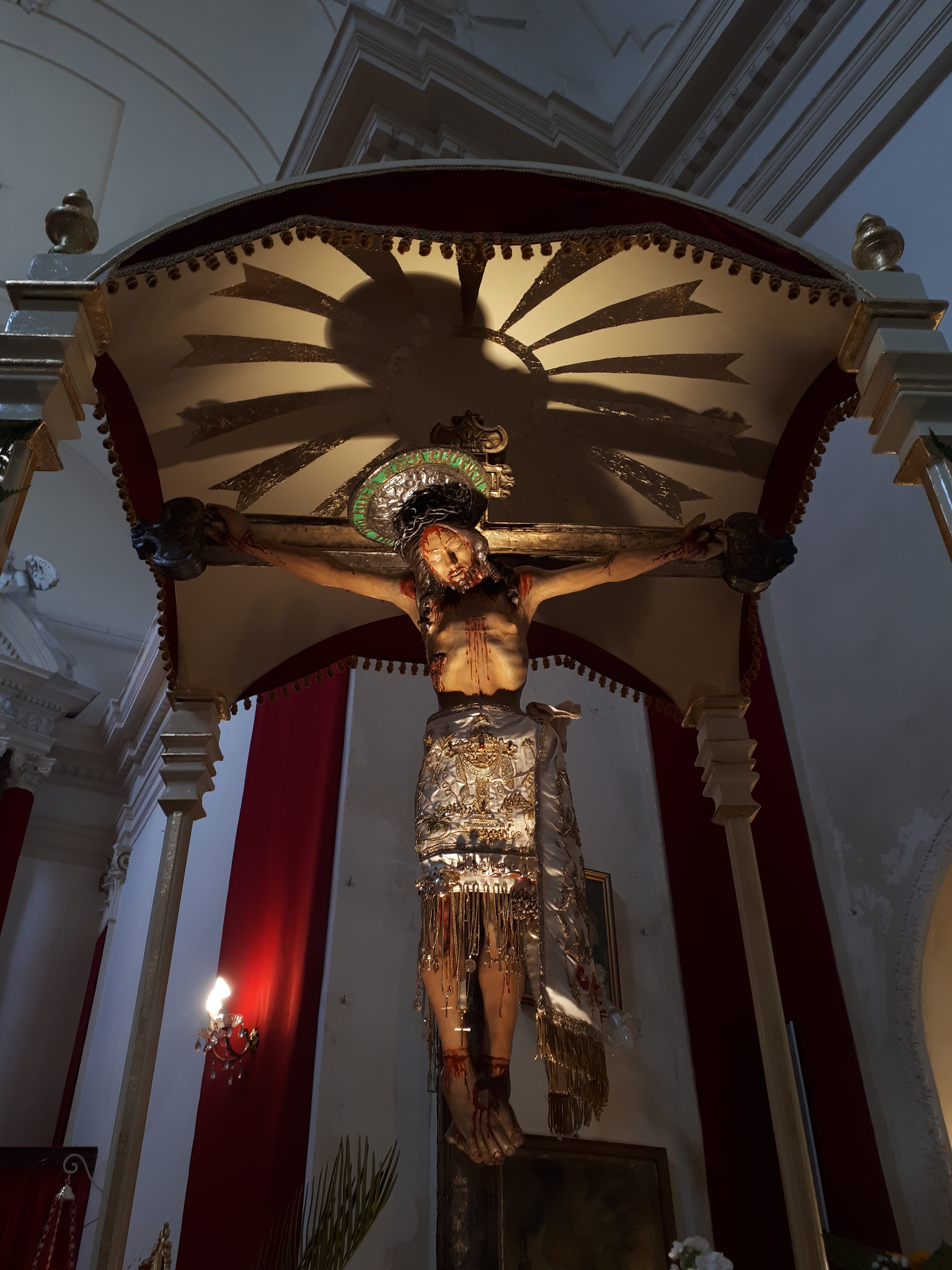
Simulacro del Santissimo Crocifisso

#### Chiesa del Carmine

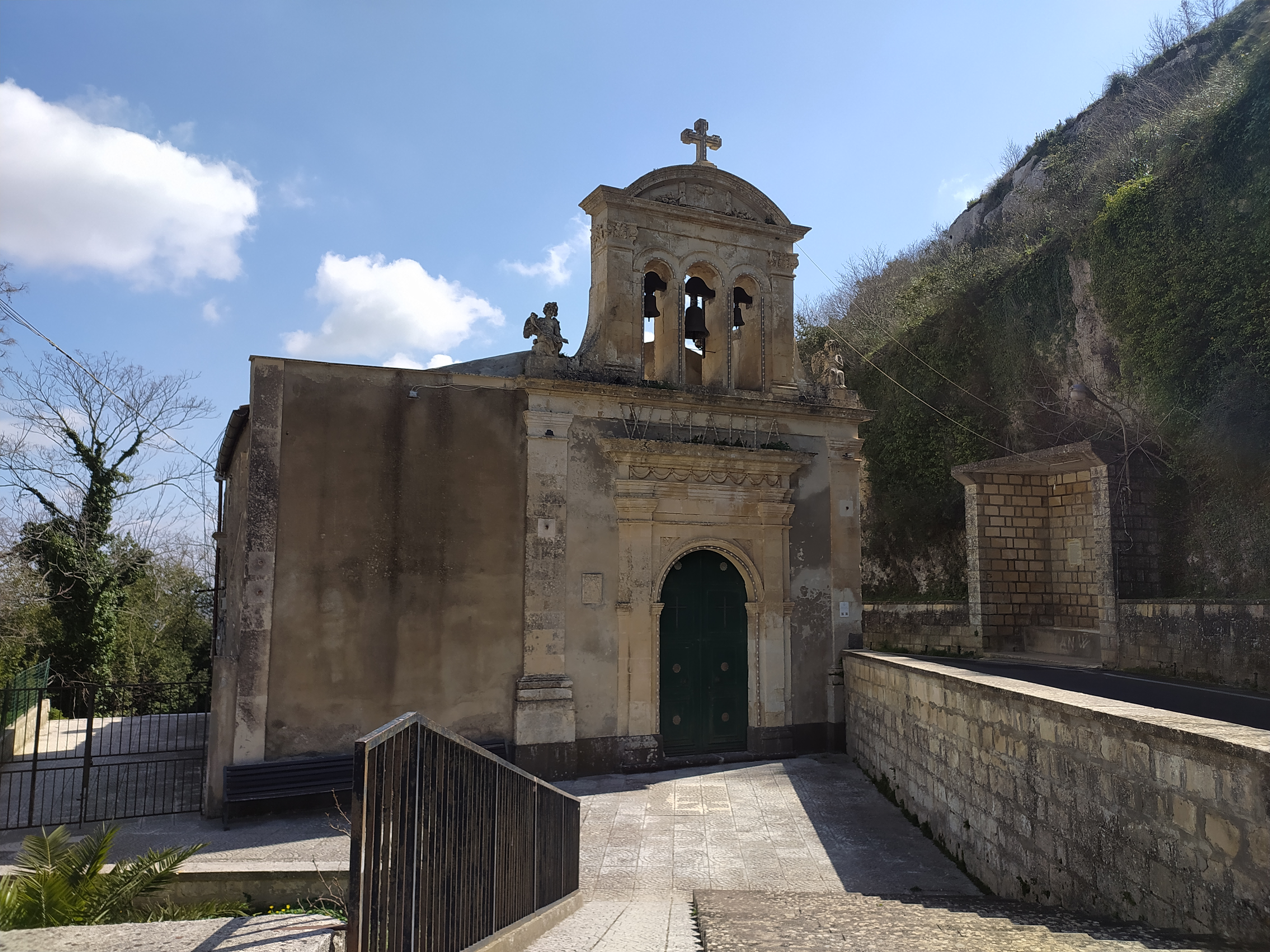
Santuario della Madonna del Bosco

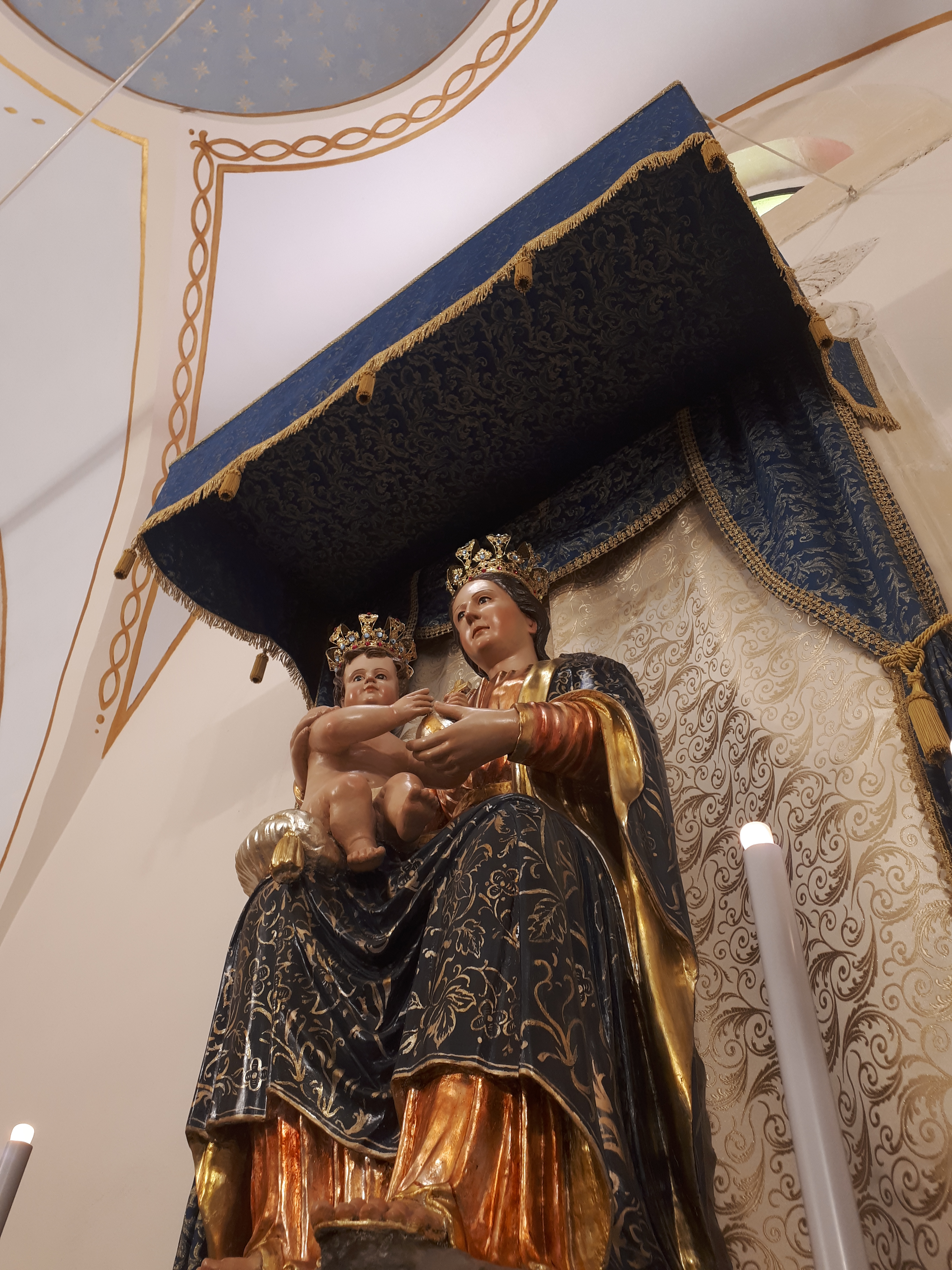
Simulacro della Madonna del Bosco

Chiamata un tempo chiesa di Santa Maria Annunziata, con l’annesso convento di S. Domenico, è una delle chiese più antiche del paese. Si ha notizia che i lavori di costruzione dell’interno della chiesa partirono nel 1572 ad opera del capomastro Antonino Costantino, e 30 anni dopo, nel 1602, venne collocata la campana e realizzata la cappella del SS. Crocifisso. Presenta una facciata semplice, essenziale e incompleta, che ricorda quasi lo stile romanico, e l'interno è costituito da un'unica navata.
All'interno, un’antica statua lignea del Crocifisso il quale, Protettore di Buscemi viene festeggiato ogni prima domenica di Maggio, così da collegarsi con la festa dell'Esaltazione della Croce, la quale si teneva il 3 maggio, data del ritrovamento della Croce secondo la "leggenda di Giuda Ciriaco". La festa del 3 maggio, con l'avvento del Concilio Vaticano II, è stata spostata alla data originale, ovvero il 14 settembre, in ricordo del ritrovamento della vera croce di Gesù da parte di sant'Elena, avvenuto, secondo una tradizione, il 14 settembre del 327: in quel giorno la reliquia sarebbe stata innalzata dal vescovo di Gerusalemme di fronte al popolo, che fu invitato all'adorazione del Crocefisso. Questa è la festa con origine più antica del paese.
La chiesa conserva una annunciazione marmorea di scuola Gaginiana, delle tele di Paolo Tanasi e un’antica tela con l’effige della Madonna del Bosco, simile all’antico affresco custodito nel Santuario. Posta nella parte più bassa del paese, è annessa al monastero.
Con l'eversione dell'asse ecclesiastico (Regio Decreto 7 luglio 1866, n. 3036 di soppressione degli ordini e delle congregazioni religiose, e la Legge 15 agosto 1867, n. 3848 che dispose la confisca dei beni immobili agrari accumulati nel corso dei secoli dagli enti religiosi), a partire dal 23/07/1866, data dell'entrata in vigore del provvedimento, il monastero delle Carmelitane [sotto il titolo] dell'Annunziata e la chiesa sono stati soppressi. La chiesa è passata al Fondo Edifici di Culto (FEC), istituito con Legge 20 maggio 1985, n. 222, articolo 55.

#### Santuario della Madonna del Bosco
Ricostruita dopo il terremoto nello stesso luogo, si tratta dell'unica chiesa esterna al paese rimasta dopo il sisma.
La chiesa costituita solo da una navata possiede all'interno l'affresco della Madonna del Bosco, che vuole la leggenda fosse stato rinvenuto miracolosamente da due frati sordo muti. Nel 1693 tutto crollò, ma per volontà divina, l'icona sacra si salvò grazie all'incrocio di due travi proprio sopra di essa.
L'attuale santuario è costituito da un'unica navata con lesene con capitello ionico che sorreggono una sottile trabeazione; recente è il restauro, avviato dal parroco, che ha illuminato la volta a botte e la piccola cupola della chiesa con sottili cornici e qualche ghirigoro dorato.
All'interno del santuario è presente una statua della Madonna del Bosco, ricreata su base dell'affresco prima dell'ultimo restauro, della fine del XVIII secolo; il 18 maggio 1919 Ella venne incoronata Patrona di Buscemi e da quel momento sono tante le azioni che hanno fatto gridare al miracolo credenti e non.
L'ultima domenica di agosto si svolge la suggestiva festa in Suo onore; nel 2019, per il centenario a Patrona di Buscemi, il simulacro è stato restaurato e portato al suo antico splendore.

#### Chiesa Rupestre di Santo Pietro
Rappresenta uno dei pochi monumenti bizantini presenti della Sicilia orientale. Paolo Orsi lo esplorò e descrisse nel 1899. Si trova a quattro chilometri da Buscemi nel vallone denominato Cava di Santa Rosalia. Nel 1855 Vito Amico annota la presenza di "molte sacre immagini in greco stile" e un'antichissima immagine di San Marco oltre a quella recentemente individuata come quella di Santa Sofia. Di queste immagini oggi sono rimaste pochissime tracce. La chiesa è costituita da un vano rettangolare sorretto da quattro grossi pilastri, ricavati dalla roccia, di cui i primi due sagomati, nella parte superiore, a forma di capitello di ispirazione dorica. Il vano per la celebrazione dei riti religiosi è ricavato sul lato destro, rialzato da due gradini, con un altare e una cattedra ricavati sempre dalla viva roccia.

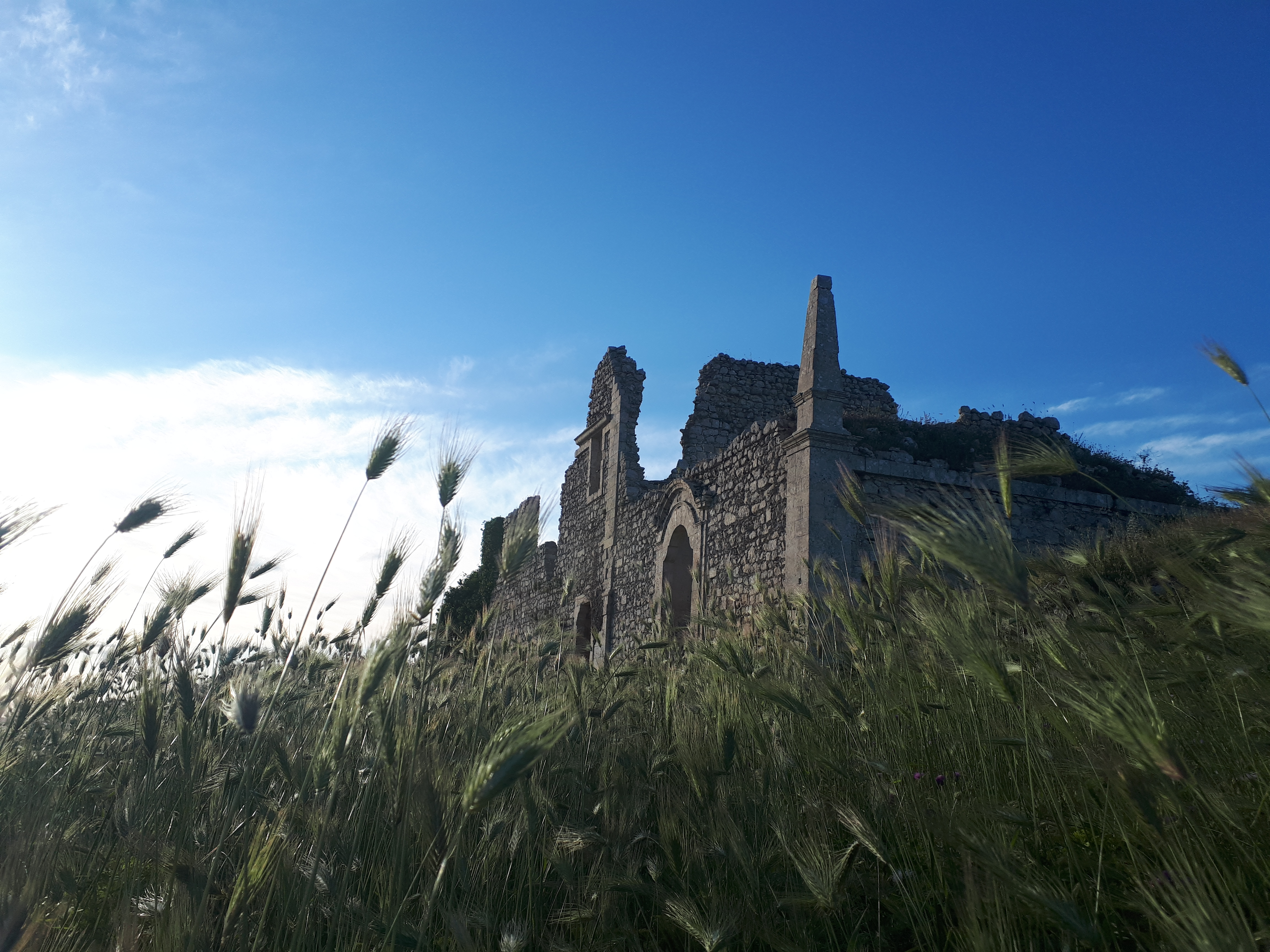
Castello Requisenz

### Architetture civili

#### Ruderi del castello della famiglia Requisenz e del convento dei Cappuccini
Di probabile fondazione araba, si erge sulla sommità del colle denominato Monte dal quale si domina uno stupendo paesaggio della valle dell'Anapo, affiancato dai ruderi del convento di San Francesco, costruito dopo il terremoto del 1693 e che attualmente vengono denominati genericamente come castello o in dialetto buscemese "casteddu".

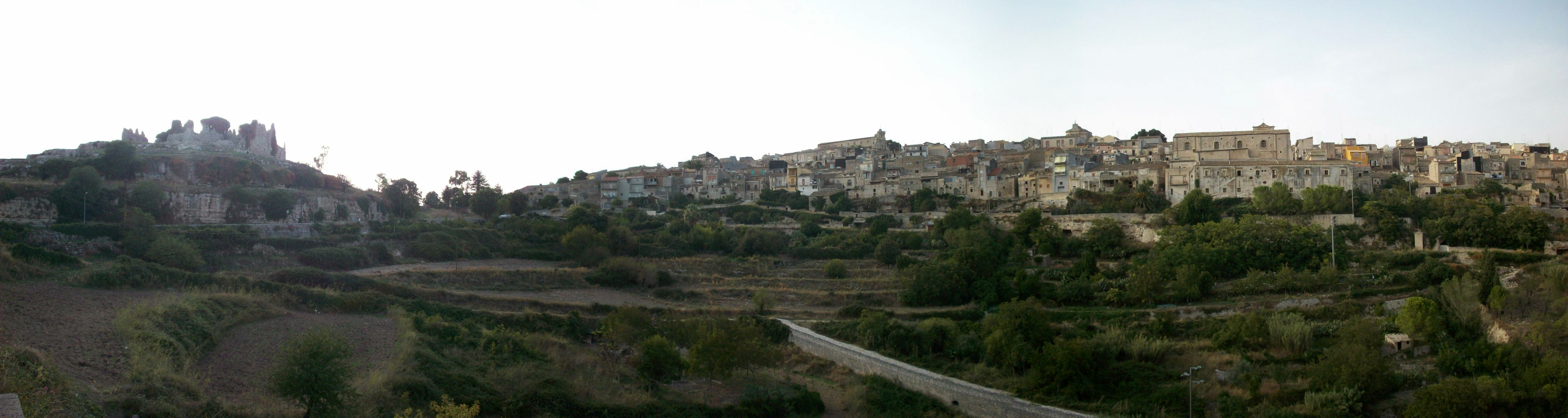
Buscemi (destra) e ruderi del "Castello" (sinistra)

#### Casmene
Casmene fu una colonia siracusana nell'immediato entroterra, in una posizione strategica per il controllo della Sicilia centrale, e utilizzata come avamposto militare sulla via interna che da Siracusa portava a Selinunte. È stata riportata alla luce agli inizi del XX secolo da Paolo Orsi. Posizionata su Monte Casale si trova a 830 m sul livello del mare, nei pressi di Monte Lauro.

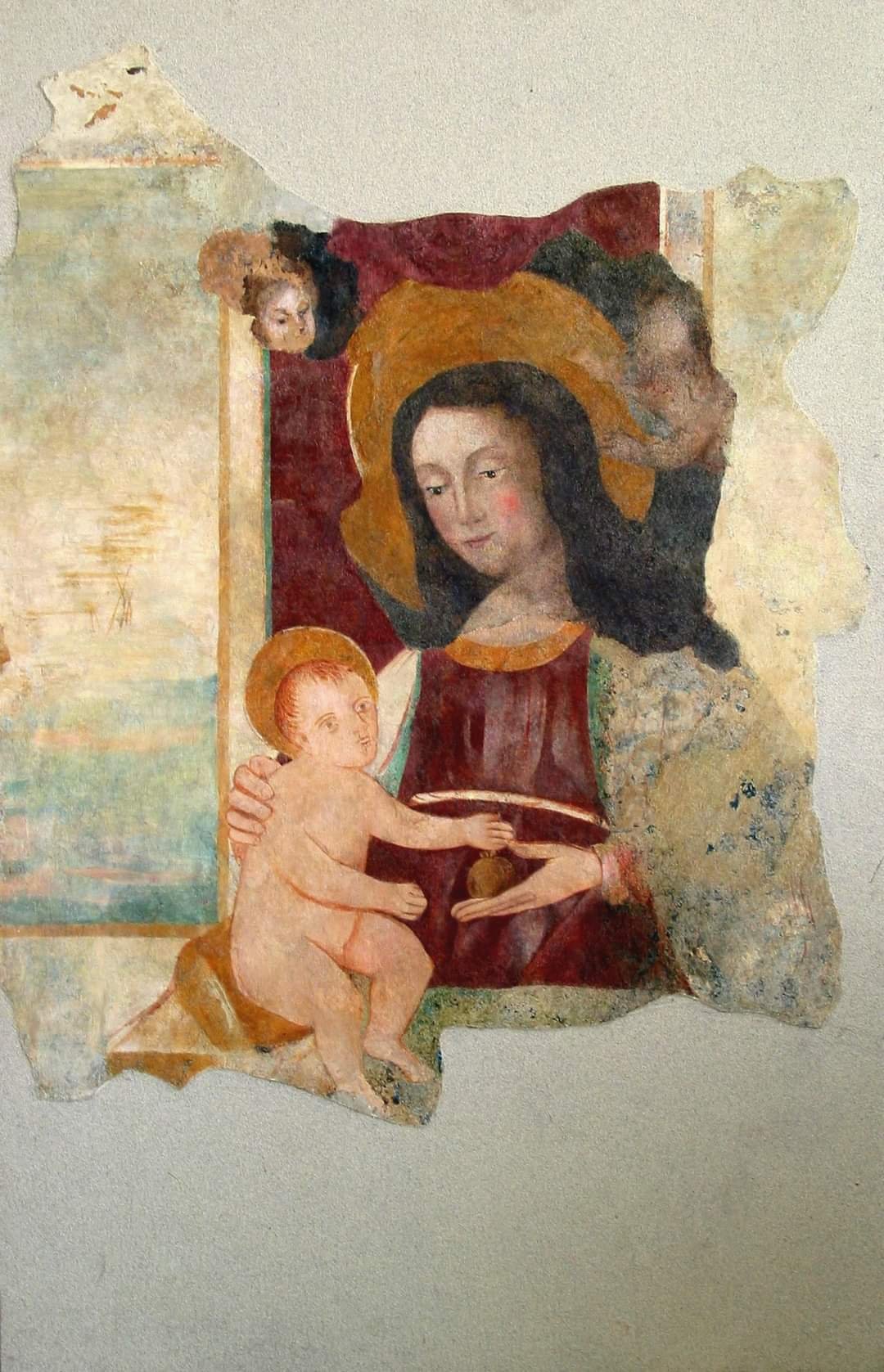
Affresco Maria Santissima del Bosco

### Affresco della Madonna del Bosco
Leggenda narra che un giorno due frati sordomuti, intenti nel farsi capire, si presentarono al popolo buscemese, il quale però inizialmente non riusciva a comprendere ciò che i due cercavano di dire; ecco che tra gesti e suoni gutturali, convinsero i buscemesi, muniti di ovvi attrezzi, a inoltrarsi nella foresta. Percorso un modesto tratto di folta vegetazione, ecco che arrivarono a un piccolo muretto illuminato da una luce, ove si trovava quella che oggi è l'icona simbolo del paese: la Madonna del Bosco. Il popolo buscemese, incredulo ed emozionato, decise di erigere un Santuario in onore di Ella, ma vi era il problema della mancanza di acqua nelle vicinanze: problema risolto dai due frati che a qualche metro dall'icona scavarono due fosse e fecero sgorgare una sorgente d'acqua limpidissima (per molti fedeli miracolosa). Nel procinto di ringraziare i due protagonisti per i due miracoli compiuti, i lì presenti si stupirono del fatto che i due frati erano scomparsi.
L'immagine venuta fuori dopo l'ultimo intervento di restauro all'affresco è di chiara matrice cinquecentesca e come stile e colori ricorda gli affreschi della Basilica Superiore di Assisi realizzati da Cimabue e Giotto nel '300. L'icona vede la Madonna sorridente che tiene il Figlio sulla gamba destra, mentre nella Sua mano sinistra è possibile notare un melograno, simbolo di fertilità, che prima era un piccolo globo. Purtroppo il tempo ha distrutto alcune parti del dipinto originale.

## Società

### Evoluzione demografica
Con 52,05 km² di superficie, è il 14º comune in provincia di Siracusa per estensione territoriale.
Il 1921 è l'anno in cui la popolazione di Buscemi tocca il massimo storico (a partire dal 1861) per popolazione.
Il 2021 è l'anno in cui la popolazione di Buscemi tocca il minimo storico (a partire dal 1861) per popolazione.
Abitanti censiti

| Data  | Anno | Popolazione | Variazione % | Note |
| ----- | ---- | ----------- | ------------ | --- |
| 31/12 | 1861 | 2.354       | -            | Il primo censimento della popolazione viene effettuato nell'anno dell'unità d'Italia. |
| 31/12 | 1871 | 2.430       | +3,2%        | Come nel precedente censimento, l'unità di rilevazione basata sul concetto di "famiglia" non prevede la distinzione tra famiglie e convivenze. |
| 31/12 | 1881 | 2.478       | +2,0%        | Viene adottato il metodo di rilevazione della popolazione residente, ne fanno parte i presenti con dimora abituale e gli assenti temporanei. |
| 10/02 | 1901 | 2.792       | +12,7%       | La data di riferimento del censimento viene spostata a febbraio. Vengono introdotte schede individuali per ogni componente della famiglia. |
| 10/06 | 1911 | 2.841       | +1,8%        | Per la prima volta viene previsto il limite di età di 10 anni per rispondere alle domande sul lavoro. |
| 01/12 | 1921 | 2.883       | +1,5%        | L'ultimo censimento gestito dai comuni gravati anche delle spese di rilevazione. In seguito le indagini statistiche verranno affidate all'Istat. |
| 21/04 | 1931 | 2.793       | -3,1%        | Per la prima volta i dati raccolti vengono elaborati con macchine perforatrici utilizzando due tabulatori Hollerith a schede. |
| 21/04 | 1936 | 2.632       | -5,8%        | Il primo ed unico censimento effettuato con periodicità quinquennale. |
| 04/11 | 1951 | 2.394       | -9,0%        | Il primo censimento della popolazione a cui è stato abbinato anche quello delle abitazioni. |
| 15/10 | 1961 | 1.948       | -18,6%       | Il questionario viene diviso in sezioni. Per la raccolta dei dati si utilizzano elaboratori di seconda generazione con l'applicazione del transistor e l'introduzione dei nastri magnetici. |
| 24/10 | 1971 | 1.593       | -18,2%       | Il primo censimento di rilevazione dei gruppi linguistici di Trieste e Bolzano con questionario tradotto anche in lingua tedesca. |
| 25/10 | 1981 | 1.435       | -9,9%        | Viene migliorata l'informazione statistica attraverso indagini pilota che testano l'affidabilità del questionario e l'attendibilità dei risultati. |
| 20/10 | 1991 | 1.292       | -10,0%       | Il questionario viene tradotto in sei lingue oltre all'italiano ed è corredato di un "foglio individuale per straniero non residente in Italia". |
| 21/10 | 2001 | 1.200       | -7,1%        | Lo sviluppo della telematica consente l'attivazione del primo sito web dedicato al Censimento e la diffusione dei risultati online. |
| 09/10 | 2011 | 1.128       | -6,0%        | Il Censimento 2011 è il primo censimento online con i questionari compilati anche via web ed anche l'ultimo censimento di tipo tradizionale con rilevazione a cadenza decennale. |
| 23/12 | 2021 | 967         | -14,3%       | A partire dal 2018 questa modalità è stata sostituita dal Censimento permanente realizzato attraverso una rilevazione a cadenza annuale su un campione di famiglie. Questa novità è resa possibile dalle tecniche statistiche e organizzative innovative e non sminuisce la qualità e la quantità delle informazioni raccolte. |

| Tasso di natalità            | Tasso di mortalità          | Tasso migratorio            | Tasso di crescita            | Densità demografica          | Componenti medi della famiglia             | % stranieri                  | Età media                   | Indice di vecchiaia         |
| ---------------------------- | --------------------------- | --------------------------- | ---------------------------- | ---------------------------- | ------------------------------------------ | ---------------------------- | --------------------------- | --------------------------- |
| 5,1%                         | 25,4%                       | 5,1%                        | -15,3%                       | 19 abitanti per km²          | 2,21 componenti medi abitanti per famiglia | 3%                           | 47,24 anni                  | 242,3%                      |
| 5535° in Italia              | 447° in Italia              | 2427° in Italia             | 5050° in Italia              | -                            | -                                          | -                            | -                           | -                           |
| 314° in Sicilia              | 4° in Sicilia               | 59° in Sicilia              | 195° in Sicilia              | 375° in Sicilia              | 256° in Sicilia                            | 161° in Sicilia              | 119° in Sicilia             | 84° in Sicilia              |
| 19° in provincia di Siracusa | 1° in provincia di Siracusa | 4° in provincia di Siracusa | 14° in provincia di Siracusa | 21° in provincia di Siracusa | 18° in provincia di Siracusa               | 13° in provincia di Siracusa | 4° in provincia di Siracusa | 3° in provincia di Siracusa |

| Comuni Italiani | Comuni Siciliani | Comuni in provincia di Siracusa |
| --------------- | ---------------- | ------------------------------- |
| 7.904           | 391              | 21                              |

| Anno | Totale Popolazione Maschile | Totale Popolazione Femminile | Totale Popolazione Buscemese |
| ---- | --------------------------- | ---------------------------- | ---------------------------- |
| 2019 | 513                         | 490                          | 1003                         |
| 2020 | 506                         | 487                          | 993                          |
| 2021 | 498                         | 480                          | 978                          |
| 2022 | 489                         | 478                          | 967                          |

## Cultura

### Istruzione

#### Musei
Museo dedicato ai "Luoghi del Lavoro Contadino": si tratta di un museo articolato attraverso un percorso etno-antropologico che coinvolge tutto il centro abitato, proprio per questo Buscemi ha acquisito la definizione di "paese museo". Oltre a far visitare le vie del paese si visitano soprattutto i luoghi tipici della vita contadina del XX secolo, che sono: la casa del massaio, il palmento, la bottega del fabbro, la casa del bracciante, la bottega del calderaio, la bottega del falegname, la bottega del calzolaio e del concia brocche. In più ci sono le sezioni: ciclo del grano, scalpellini, arte popolare, il laboratorio didattico relativo al ciclo del grano, il Centro di documentazione della vita popolare iblea e il mulino ad acqua "Santa Lucia", presente nel territorio di Palazzolo Acreide.

### Cinema
- Nel 1996, all'interno dell'antico frantoio di Buscemi, sono state girate alcune scene del film, tratto dall'omonima opera di Giovanni Verga, La lupa.
- Nel 2010 Buscemi, insieme a Portopalo di Capo Passero e ad altri comuni della provincia di Siracusa, è stata scelta come set cinematografico per alcune scene della fiction italo-argentina Ballate d'amore, del regista argentino Roberto Luis Garay[18]. Tra l'altro alla partecipazione delle musiche della serie ha partecipato anche il maestro di origini buscemesi Aurelio Caliri[19].

### Eventi
- Settimana Santa e Pasqua del Signore
- Festa del Santissimo Crocifisso (Prima Domenica di Maggio)
- Patrocinio della Madonna del Bosco (18 Maggio)
- Festa della Madonna del Bosco (Ultima Domenica di Agosto)

## Amministrazione
Di seguito è presentata una tabella relativa alle amministrazioni che si sono succedute in questo comune dal 09 giugno 1877 al 22 marzo 1946.
| Periodo           | Periodo           | Primo cittadino                     | Partito | Carica                  | Note |
| ----------------- | ----------------- | ----------------------------------- | ------- | ----------------------- | ---- |
| 09 giugno 1877    | 26 agosto 1878    | Dott. Giorgio Italia                | -       | Sindaco                 |      |
| 27 agosto 1878    | 27 marzo 1882     | Sig. Emanuele Gissara               | -       | Sindaco                 |      |
| 28 marzo 1882     | 20 febbraio 1885  | Dott. Giorgio Italia                | -       | Sindaco                 |      |
| 21 febbraio 1885  | 31 ottobre 1888   | Not. Sebastiano Amenta              | -       | Sindaco                 |      |
| 01 novembre 1888  | 23 luglio 1895    | Sig. Giroramo D'Antonio             | -       | Sindaco                 |      |
| 24 luglio 1895    | 28 luglio 1922    | Sig. Luigi Gissara                  | -       | Sindaco                 |      |
| 29 luglio 1922    | 18 dicembre 1922  | Sig. Giacinto Guida                 | -       | Regio Commissario       |      |
| 19 dicembre 1922  | 28 febbraio 1923  | Sig. Emanuele Fortuna               | -       | Commissario Prefettizio |      |
| 01 marzo 1923     | 07 maggio 1926    | Sig. Luigi Gissara                  | -       | Sindaco                 |      |
| 08 maggio 1926    | 11 aprile 1927    | Sig. Vincenzo Caldarella            | -       | Podestà                 |      |
| 12 aprile 1927    | 14 marzo 1928     | Cav. Paolo Mallo                    | -       | Podestà                 |      |
| 15 marzo 1928     | 21 agosto 1930    | Cav. Avv. Giovan Battista Bongiorno | -       | Commissario Prefettizio |      |
| 02 ottobre 1930   | 23 giugno 1931    | Sig. Giuseppe Barrile               | -       | Commissario Prefettizio |      |
| 24 giugno 1931    | 28 gennaio 1932   | Sig. Giuseppe Barrile               | -       | Podestà                 |      |
| 29 gennaio 1932   | 24 settembre 1935 | Sig. Salvatore Greco                | -       | Podestà                 |      |
| 25 settembre 1935 | 19 febbraio 1937  | Sig. Sebastiano Gissara             | -       | Commissario Prefettizio |      |
| 20 febbraio 1937  | 30 dicembre 1942  | Sig. Vincenzo Viva                  | -       | Podestà                 |      |
| 31 dicembre 1942  | 02 aprile 1943    | Sig. Pietro Sutera                  | -       | Commissario Prefettizio |      |
| 03 aprile 1943    | 21 ottobre 1943   | Sig. Vincenzo Viva                  | -       | Podestà                 |      |
| 22 ottobre 1943   | 06 luglio 1944    | Sig. Vincenzo Viva                  | -       | Sindaco                 |      |
| 07 luglio 1944    | 10 dicembre 1944  | Sig. Luigi Morsello                 | -       | Commissario Prefettizio |      |
| 31 dicembre 1944  | 13 marzo 1945     | Sig. Rosario Branca                 | -       | Commissario Prefettizio |      |
| 14 marzo 1945     | 22 marzo 1946     | Sig. Paolo Gissara                  | -       | Sindaco                 |      |

Di seguito è presentata una tabella relativa alle amministrazioni che si sono succedute in questo comune dal 22 marzo 1946 ad oggi.
| Periodo           | Periodo           | Primo cittadino            | Partito                         | Carica                  | Note   |
| ----------------- | ----------------- | -------------------------- | ------------------------------- | ----------------------- | ------ |
| 23 marzo 1946     | 31 maggio 1952    | Sig. Sebastiano Morsello   | -                               | Sindaco                 |        |
| 01 giugno 1952    | 08 giugno 1956    | Ten. Col. Paolo Ravalli    | -                               | Sindaco                 |        |
| 09 giugno 1956    | 23 luglio 1956    | Dott. Antonio Randazzo     | -                               | Sindaco                 |        |
| 24 luglio 1956    | 22 novembre 1960  | Cav. Ins. Vincenza Miniaci | -                               | Sindaco                 |        |
| 23 novembre 1960  | 08 dicembre 1964  | Comm. Dott. Paolo Gervasi  | -                               | Sindaco                 |        |
| 09 dicembre 1964  | 08 novembre 1968  | Dott. Giulio Greco         | -                               | Sindaco                 |        |
| 09 novembre 1968  | 23 giugno 1970    | Dott. Antonino Randazzo    | -                               | Sindaco                 |        |
| 24 giugno 1970    | 26 giugno 1975    | Comm. Dott. Paolo Gervasi  | -                               | Sindaco                 |        |
| 27 giugno 1975    | 06 settembre 1976 | Comm. Dott. Paolo Gervasi  | -                               | Sindaco                 |        |
| 07 settembre 1976 | 16 maggio 1977    | Letterio Corbo             | -                               | Commissario Prefettizio |        |
| 17 maggio 1977    | 15 luglio 1977    | Dott. Michele Aparo        | -                               | Commissario Prefettizio |        |
| 16 luglio 1977    | 25 giugno 1982    | Sig. Gaetano Giucastro     | -                               | Sindaco                 |        |
| 26 giugno 1982    | 10 luglio 1987    | Sig. Gaetano Giucastro     | -                               | Sindaco                 |        |
| 11 luglio 1987    | 26 giugno 1992    | Sig. Gaetano Giucastro     | Partito Socialista Italiano     | Sindaco                 | [ 20 ] |
| 27 giugno 1992    | 23 febbraio 1994  | Dott. Sebastiano Carbè     | Partito Socialista Italiano     | Sindaco                 | [ 20 ] |
| 24 febbraio 1994  | 29 giugno 1994    | Dott. Salvatore Moschetto  | -                               | Commissario Prefettizio |        |
| 30 giugno 1994    | 25 maggio 1998    | Dott. Giuseppe D'Angelo    | Centro Cristiano Democratico    | Sindaco                 | [ 20 ] |
| 26 maggio 1998    | 26 maggio 2003    | Dott. Sebastiano Carbè     | lista civica                    | Sindaco                 | [ 20 ] |
| 27 maggio 2003    | 16 giugno 2008    | Dott. Sebastiano Carbè     | centro                          | Sindaco                 | [ 20 ] |
| 17 giugno 2008    | 12 giugno 2013    | Sig. Giuseppe Giansiracusa | lista civica                    | Sindaco                 | [ 20 ] |
| 13 giugno 2013    | 10 giugno 2018    | Dott. Sebastiano Carbè     | lista civica                    | Sindaco                 | [ 20 ] |
| 11 giugno 2018    | 29 maggio 2023    | Avv. Rossella La Pira      | Liberamente insieme per Buscemi | Sindaco                 | [ 20 ] |
| 30 maggio 2023    | "in carica"       | Dott. Michele Carbè        | Buscemi Riparte                 | Sindaco                 | [ 20 ] |